# Барбантан
Барбантан (фр. Barbentane) — коммуна на юго-востоке Франции в регионе Прованс — Альпы — Лазурный Берег, департамент Буш-дю-Рон, округ Арль, кантон Шаторенар.
Площадь коммуны — 27,13 км², население — 3711 человек (2006) с тенденцией к росту: 3877 человек (2012), плотность населения — 142,9 чел/км².

## Население
Население коммуны в 2011 году составляло 3899 человек, а в 2012 году — 3877 человек.
| 1962 | 1968 | 1975 | 1982 | 1990 | 1999 | 2005 | 2006 | 2010 | 2011 | 2012 |
| ---- | ---- | ---- | ---- | ---- | ---- | ---- | ---- | ---- | ---- | ---- |
| 2616 | 2795 | 2864 | 3201 | 3273 | 3643 | 3660 | 3711 | 3791 | 3899 | 3877 |

Динамика населения:

## Экономика
В 2010 году из 2401 человек трудоспособного возраста (от 15 до 64 лет) 1711 были экономически активными, 690 — неактивными (показатель активности 71,3 %, в 1999 году — 71,9 %). Из 1711 активных трудоспособных жителей работали 1510 человек (786 мужчин и 724 женщины), 201 числились безработными (96 мужчин и 105 женщин). Среди 690 трудоспособных неактивных граждан 248 были учениками либо студентами, 250 — пенсионерами, а ещё 192 — были неактивны в силу других причин.
На протяжении 2010 года в коммуне числилось 1670 облагаемых налогом домохозяйств, в которых проживало 3615,0 человек. При этом медиана доходов составила 19 тысяч 583 евро на одного налогоплательщика.